# Ronde van de Toekomst 2002
De Ronde van de Toekomst 2002 (Frans: Tour de l'Avenir 2002) werd gehouden van 5 tot en met 14 september in Frankrijk.

## Etappe-overzicht
| etappe | datum        | start                    | finish               | afstand   | winnaar          | klassementsleider |
| ------ | ------------ | ------------------------ | -------------------- | --------- | ---------------- | ----------------- |
| 1e     | 5 september  | Saint-Grégoire           | Saint-Grégoire       | 9 km (it) | Filippo Pozzato  | Filippo Pozzato   |
| 2e     | 6 september  | Saint-Grégoire)          | Bonchamp-lès-Laval   | 147 km    | Aljaksandr Oesaw | Thor Hushovd      |
| 3e     | 7 september  | Bonchamp-lès-Laval       | Montlouis-sur-Loire  | 200 km    | Matthew Wilson   | Gorka González    |
| 4e     | 8 september  | Montlouis-sur-Loire      | Valençay             | 147 km    | Samuel Dumoulin  | Gorka González    |
| 5e     | 9 september  | Vatan                    | Saint-Amand-Montrond | 148 km    | Filippo Pozzato  | Matthew Wilson    |
| 6e     | 10 september | Saint-Amand-Montrond     | Guéret               | 147,5 km  | Phillipe Köhler  | Phillipe Köhler   |
| 7e     | 11 september | Guéret                   | Super Besse          | 180       | Aitor Silloniz   | Jevgeni Petrov    |
| 8e     | 12 september | Besse-et-Saint-Anastaise | La Chaise-Dieu       | 144       | Xavier Florencio | Jevgeni Petrov    |
| 9e     | 13 september | Chomelix                 | Saint-Flour          | 156       | Jimmy Casper     | Jevgeni Petrov    |
| 10e    | 14 september | Saint-Flour              | Saint-Flour          | 138       | Mauricio Ardila  | Jevgeni Petrov    |

## Eindklassementen

### Algemeen klassement
| rang | renner             | land      | tijd        |
| ---- | ------------------ | --------- | ----------- |
| 1    | Jevgeni Petrov     | Rusland   | 35u 44' 41" |
| 2    | Pierrick Fédrigo   | Frankrijk | op 0' 01"   |
| 3    | David Muñoz        | Spanje    | op 0' 13"   |
| 4    | Aitor Silloniz     | Spanje    | op 0' 14"   |
| 5    | Kevin De Weert     | België    | op 0' 31"   |
| 6    | Pieter Weening     | Nederland | op 0' 34"   |
| 7    | David Arroyo       | Spanje    | op 0' 37"   |
| 8    | Giampaolo Caruso   | Italië    | op 0' 42"   |
| 9    | Jaroslav Popovytsj | Oekraïne  | op 0' 47"   |
| 10   | Egoi Martínez      | Spanje    | op 1' 02"   |

### Punten klassement
| rang | renner           | land        | tijd |
| ---- | ---------------- | ----------- | ---- |
| 1    | Aljaksandr Oesaw | Wit-Rusland | p    |

### Bergklassement
| rang | renner             | land      | tijd |
| ---- | ------------------ | --------- | ---- |
| 1    | Christophe Laurent | Frankrijk | p    |

### Ploegenklassement
| rang | land                     | tijd |
| ---- | ------------------------ | ---- |
| 1    | Euskaltel-Euskadi Spanje |      |